# Saint-Bruno
För andra betydelser, se Saint-Bruno (olika betydelser).
Saint-Bruno är en kommun och tätort (centre de population) i provinsen Québec i Kanada. Den ligger i regionen Saguenay–Lac-Saint-Jean, i den östra delen av landet, 500 km nordost om huvudstaden Ottawa.